# Synagoge (Kampen)

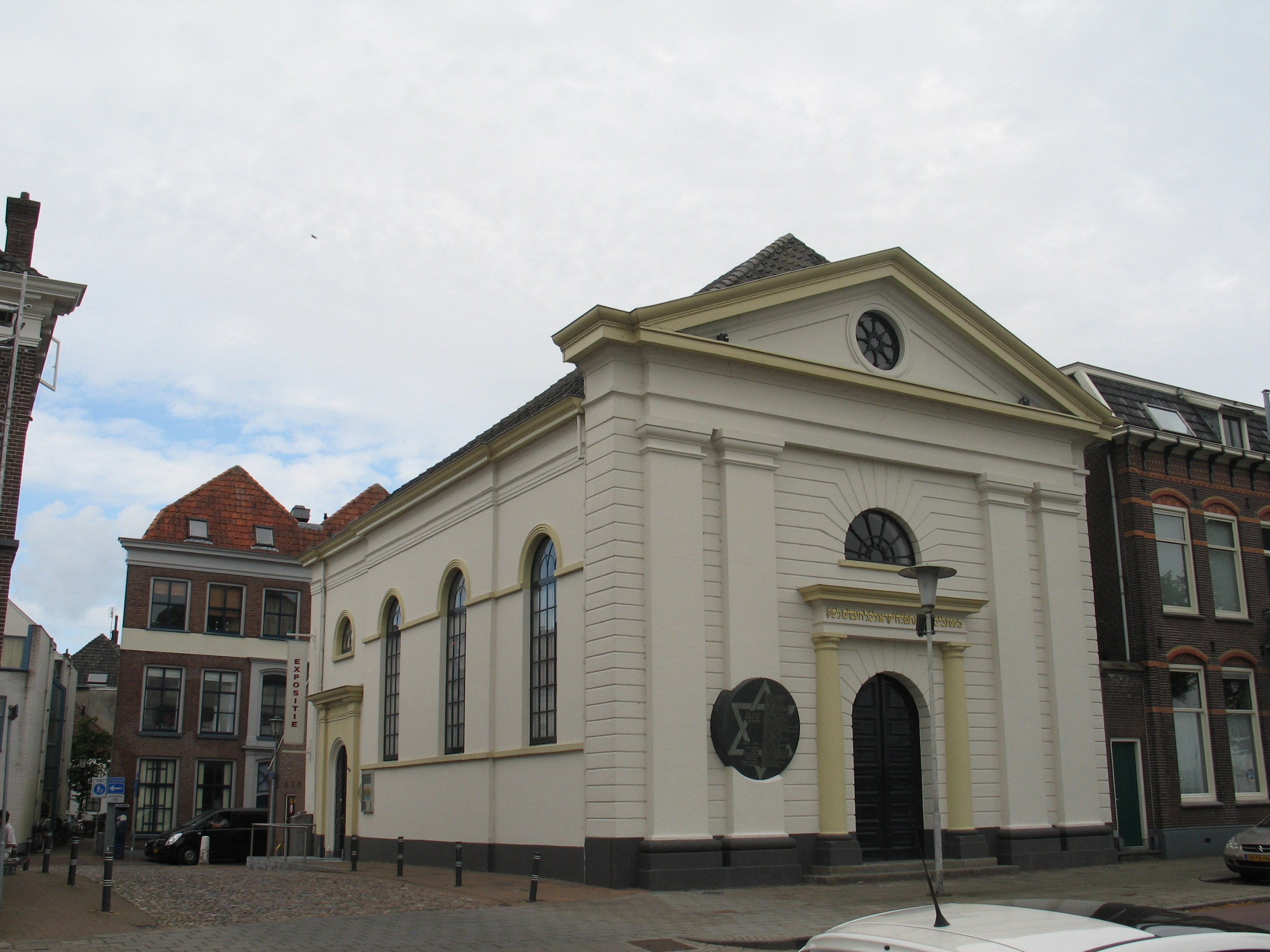
Synagoge in Kampen

Die Synagoge in Kampen, einer Gemeinde in der Provinz Overijssel der Niederlande, wurde 1847 errichtet. Die Synagoge im Stil des Neoklassizismus befindet sich an der IJsselkade Nr. 33. Sie wurde nach Plänen des Stadtarchitekten Nicolaas Plomp erbaut. 
In der profanierten Synagoge, die heute zum Städtischen Museum gehört, werden Sonderausstellungen gezeigt.